# Grünenbaum (Halver)
Grünenbaum ist eine Hofschaft in Halver im Märkischen Kreis im Regierungsbezirk Arnsberg in Nordrhein-Westfalen (Deutschland).

## Lage und Beschreibung
Grünenbaum liegt auf 400 Meter über Normalnull im nördlichen Halver an der Landesstraße L 528 auf der Wasserscheide zwischen den Flusssystemen von Volme und Ennepe. Nördlich des Ortes befindet sich mit 405,3 Meter über Normalnull eine Erhebung; der Bosseler Bach, ein Zufluss der Ennepetalsperre, fließt in seinem Oberlauf vorbei. Nördlich entspringt der Logrötker Bach, ein Zufluss der Glörtalsperre.
Nachbarorte sind Obervahlefeld, Vahlefelderheide, Glörfeld, Vormbaum, Landwehr und Dommelnheide.

## Geschichte
Grünenbaum wurde erstmals 1785 urkundlich erwähnt, die Entstehungszeit der Siedlung wird im Zeitraum zwischen 1700 und 1750 vermutet. Grünenbaum ist ein Abspliss von Glörfeld.
Im Jahre 1818 lebten vier Einwohner in Grünenbaum. Laut der Ortschafts- und Entfernungs-Tabelle des Regierungs-Bezirks Arnsberg wurde der Ort als Achergut kategorisiert und besaß 1838 eine Einwohnerzahl von 17, allesamt evangelischen Glaubens. Der Ort gehörte zu dieser Zeit der Kamscheider Bauerschaft innerhalb der Bürgermeisterei Halver an und besaß zwei Wohnhäuser und zwei landwirtschaftliche Gebäude.
Das Gemeindelexikon für die Provinz Westfalen von 1887 gibt für Grünenbaum eine Zahl von 22 Einwohnern an, die in drei Wohnhäusern lebten.
An Grünenbaum verlief auf der Trasse der heutigen Landesstraße 528 eine Altstraße von Halver über Wipperfürth, Halver, Kierspe nach Meinerzhagen vorbei, der Hileweg, ein bedeutender frühmittelalterlicher (nach anderen Ansichten bereits frühgeschichtlicher) Handels-, Pilger- und Heerweg.